# 何塞·范韦尔特
何塞·范韦尔特（荷蘭語：Josse van Huerter，也称Joss van Hurtere、Joost de Hurtere或Joss van Hürter，1430年—1495年）葡萄牙语，是亚速尔群岛中法亚尔岛的首位殖民者和总督。1482年后，皮库岛也划入他的领地范围。他的儿子若斯·德乌特拉在他死后继承了其领地的所有权。

## 生平

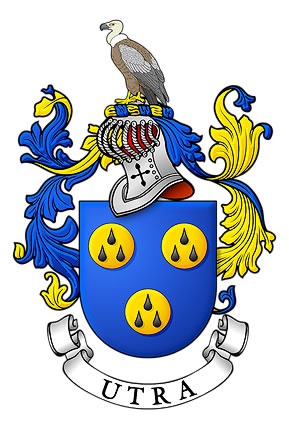
范韦尔特的后裔，乌特拉家族的纹章

### 关于姓名
范韦尔特是一个常常出现在葡萄牙语著作中的佛兰德斯姓氏，这个名字有着众多变形。葡语姓氏“Utra”即是由“Huerter”演变而来，后来更是将后缀直接缩写为“Dutra”。同样的，奥尔塔——这个由范韦尔特及其同胞建立起来的法亚尔岛城市也是由其的姓名演变而来的。他的名字“Josse”也有着若干个变形，何塞·范韦尔特自己就在通信中署名为简写的“Joss”。

### 在亚速尔群岛的殖民
据历史学家安东尼奥·费雷拉·德塞尔帕（António Ferreira de Serpa，1865-1939）考证，范韦尔特出生于一个给勃艮第公爵夫人伊莎贝拉当陪猎的下级贵族家庭，他的父亲和祖父都叫做莱昂纳德·范韦尔特（Léonard van Huerter）。他的家族同时也是西佛兰德斯韦嫩达莱（托尔豪特附近）的封建地主。范韦尔特家族后来逐渐发展，1527年的一份文件中被确认，雅克斯·德胡尔特雷（何塞的侄孙）后来被授予自己家族的纹章。
何塞·范韦尔特在他从事探险和殖民活动之前很少被提及，唯一可知的是他常常结交其他佛兰德斯贵族为友，并与勃艮第公爵夫人伊莎贝拉建立了良好的关系。伊莎贝拉公爵夫人是葡萄牙王室成员，她从王室获得了对亚速尔群岛的所有权。约在1460年，何塞·范韦尔特结识了葡萄牙王室的近臣弗里阿尔·佩德罗，并和这位年轻的贵族建立了深厚的友谊。很快，他便被提拔并被授权去亚速尔群岛的“新岛屿”探险。佩德罗告诉范韦尔特，那些岛屿就是神话中所提到的“银与锡之岛”，埋藏着大量的银矿和锡矿。范韦尔特和其他15名贵族对此笃信不移，立刻决定去大西洋深处的陌生岛屿试试运气。约1465年，他在亚速尔群岛中的法亚尔岛（当时叫圣路易斯岛）东南岸登陆了，他所登陆的地方被叫做“砂浆海滩”（Praia de Almofariz）。一年后，他们的补给消耗殆尽，而殖民地建设的进展却十分缓慢，与他随行而来的同胞们也都陆续放弃希望回国。范韦尔特所渴望发现的贵金属矿产也毫无踪影，面对如此辛苦而无任何回报的结果，他也对此十分愤怒。随着形势的逐渐恶化，他也不得不选择无功而返。
范韦尔特在1466年至1477年左右回到了佛兰德斯，并与勃艮第公爵夫人签订了有关以葡萄牙王室名义在亚速尔群岛移民定居的契约。勃艮第公爵夫人允诺：将为渴望在百年战争创伤后前往亚速尔群岛开创新生活的佛兰德斯人提供2年殖民所需的工具、食物、动物和原料。但当范韦尔特第二次来到当年他留下的法亚尔岛殖民地继续奋斗时，他很快又遭遇了困难——该地严重缺乏可以饮用的淡水资源。于是他果断决定放弃这一据点，另选择了邻近的山谷（即现在的弗拉门戈斯）重建殖民地。后又按照他的规划，建立起了一个名为圣克鲁兹的礼拜堂，并以此为中心逐渐建设和发展城镇，城镇范围随着时间的推移逐渐扩大到了岛屿南岸，被命名为奥尔塔。
1468年2月2日，由于殖民活动的成功开展，葡萄牙维塞乌公爵斐迪南王子授予范韦尔特第一任法亚尔岛总督头衔。1482年12月29日，维塞乌公爵夫人碧娅特丽丝公主又宣布，将邻近的皮库岛一并划入范韦尔特的领地。
为了给佛兰德斯的第一批移民们在亚速尔群岛建立一个“新佛兰德斯”，范韦尔特积极组织并实施了“第二次”移民行动。以同胞威廉·范德哈根（后被称为吉列尔梅·达席尔维拉）为首的第二批殖民者，给殖民地带来了新的行政官员、商人、移民和其他各种职业的佛兰德斯人。但由于范韦尔特和范德哈根之间的竞争日益激烈，导致了利益冲突，第二批殖民者很快就离开了法亚尔岛，转移到弗洛雷斯岛去了。1484年10月15日，范韦尔特被维塞乌公爵家族授予了骑士称号。
他的妻子叫堂娜·碧娅特丽丝·德马塞多（Dona Beatriz de Macedo），是维塞乌公爵夫人碧娅特丽丝公主的家庭教师。他的儿子若斯·德乌特拉（Joss de Utra）后来成为了第二任法亚尔岛总督，女儿堂娜·若安娜·德马塞多（Dona Joana de Macedo）则在殖民地中心的圣克鲁兹礼拜堂嫁给了德国著名的航海家、地图学家和地理学家马丁·倍海姆。若斯·德乌特拉后来娶了圣若热岛总督若昂·瓦斯·科尔特-雷阿尔的女儿伊莎贝尔·科尔特-雷阿尔为妻。
范韦尔特1495年在奥尔塔去世，他与他的妻子（1531年去世）合葬在圣克鲁兹礼拜堂，即现在该岛Nossa Senhora das Angústias教堂的所在地。